# Xian de Raoyang
Le xian de Raoyang (饶阳县 ; pinyin : Ráoyáng Xiàn) est un district administratif de la province du Hebei en Chine. Il est placé sous la juridiction de la ville-préfecture de Hengshui.

## Démographie
La population du district était de 287 913 habitants en 1999.